# 8373 Stephengould
8373 Stephengould eller 1992 AB är en asteroid i huvudbältet som upptäcktes den 1 januari 1992 av det amerikanska astronom paret Eugene M. och Carolyn S. Shoemaker vid Palomar-observatoriet. Den är uppkallad efter amerikanen Stephen Jay Gould.
Asteroiden har en diameter på ungefär 6 kilometer.